# Немного не в себе
«Немного не в себе» — российский многосерийный телевизионный фильм, изготовленный по заказу Первого канала компанией «Всемирные русские студии» совместно с «ВайТ Медиа» и выходивший с 29 августа.
Слоган: «Мечтайте осторожнее, потому что мечты сбываются!»

## Сюжет
Михаил Нересов, пилот гражданской авиации, ведёт двойную жизнь: у него есть семья — жена Людмила и сын Никита, и любовница — коллега по работе, юная красавица, — стюардесса Ирина. Но долго такая жизнь не может оставаться в тайне — однажды, когда Ирину перестаёт устраивать исключительно роль любовницы, она загадывает желание: во что бы то ни стало, всегда быть вместе с Михаилом и решает поговорить с женой Михаила об их с Михаилом совместном будущем, — тут правда всплывает наружу. Женщины встречаются, они обе хотят устранить соперницу и выяснить — кто же из них по-настоящему дорог Михаилу. Но, волею судьбы, вследствие произошедшей автомобильной аварии по пути в аэропорт, Ирина и Людмила меняются телами — мечта Ирины сбывается самым неожиданным образом. Теперь любовница оказывается на месте законной супруги, а жена — на месте любовницы. Отныне женщины вынуждены примерить на себя роль друг друга не только в отношениях с Михаилом, но и в повседневной жизни. Теперь единственное желание обеих женщин — как можно скорее вернуть всё на свои места.

## В ролях
| Актёр                 | Роль                                     |
| --------------------- | ---------------------------------------- |
| Евгения Добровольская | Людмила жена Михаила                     |
| Светлана Иванова      | Ирина стюардесса, любовница Михаила      |
| Алексей Макаров       | Михаил Нересов пилот гражданской авиации |
| Екатерина Васильева   | Софья Павловна мама Михаила              |
| Егор Анисимов         | Никита сын Михаила и Людмилы             |
| Ольга Тумайкина       | Галина подруга Людмилы                   |
| Татьяна Орлова        | Мария подруга Людмилы                    |
| Екатерина Дубакина    | Нина стюардесса, напарница Ирины         |
| Роман Хардиков        | Илья дядя Ирины                          |
| Дмитрий Шаракоис      | Павел брат Ирины                         |
| Тимофей Каратаев      | Игорь знакомый Ирины                     |
| Настя Кощеева         | дочь Галины                              |
| Сергей Погосян        | Жора муж Галины                          |

Фильм является адаптацией южно-корейской 16-серийной комедийной драмы «Вернись, Сун-Э!» (кор. 돌아와요 순애씨), выходившей с 12 июля по 31 августа 2006 года по средам и четвергам на телевизионном канале SBS.